# Lonchaea affinis
Lonchaea affinis är en tvåvingeart som beskrevs av Malloch 1920. Lonchaea affinis ingår i släktet Lonchaea och familjen stjärtflugor. Arten är reproducerande i Sverige. Inga underarter finns listade i Catalogue of Life.